# Clare Cunningham

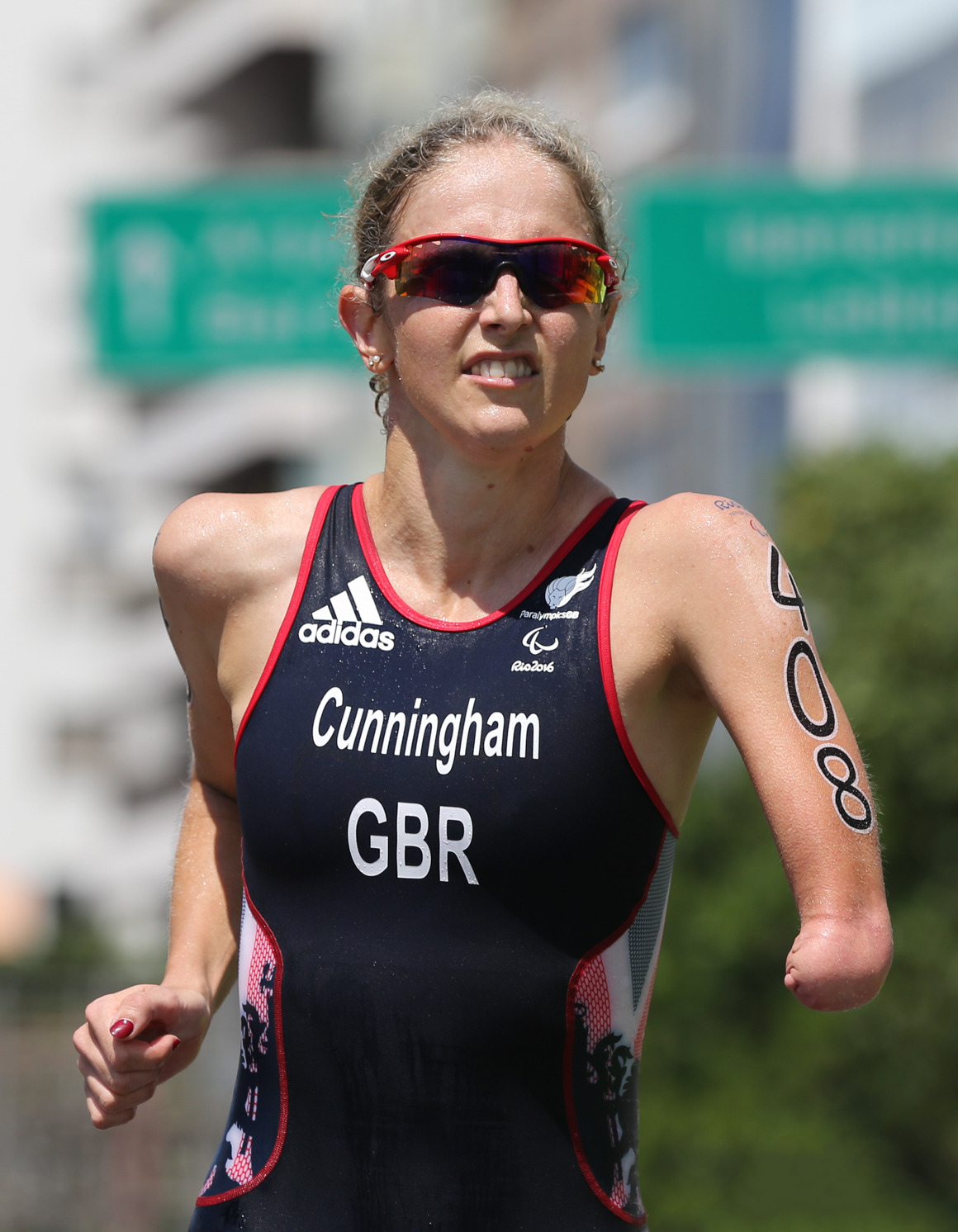
Clare Cunningham bei den Sommer-Paralympics 2016 in Rio de Janeiro

Clare Cunningham (geboren als Clare Bishop am 15. Juni 1977 in Hillingdon, Vereinigtes Königreich) ist eine ehemalige britische paralympische Schwimmerin und Paratriathletin. Sie errang als Schwimmerin bei den Sommer-Paralympics 1992 in Barcelona eine Goldmedaille in Weltrekordzeit und vier Silbermedaillen. Nach den Sommer-Paralympics 1996 in Atlanta beendete sie ihre Schwimmkarriere, um sich ihrem Studium zu widmen. 2006 begann sie mit dem Triathlonsport und war bei mehreren Weltmeisterschaften erfolgreich.

## Leben
Cunningham wurde ohne linken Unterarm geboren. 1989 wurde sie von der British Paralympic Association in den Schwimmkader aufgenommen. Im folgenden Jahr, im Alter von 13 Jahren, nahm sie erstmals an einem internationalen Wettkampf teil, den Weltspielen der Behinderten 1990 in Assen. Bei den Sommer-Paralympics 1992 in Barcelona gelang ihr der Sieg über 50 m Freistil der Klasse S9 in neuer Weltrekordzeit. Über 100 m Freistil und 100 m Rücken in der Klasse S9 sowie in der 4 × 100-m-Freistilstaffel und der 4 × 100-m-Lagenstaffel in der Klasse S7-10 errang sie Silbermedaillen. 1994 folgte eine erfolgreiche Teilnahme an den Schwimmweltmeisterschaften des Internationalen Paralympischen Komitees auf Malta. In ihrer Klasse S9 gewann sie Gold über 100 m Rücken, Silber über 100 m Schmetterling, Bronze über 50 m Freistil, sowie Bronze mit der 4 × 100-m-Lagenstaffel in der Klasse S7-10. Nach der Teilnahme an den Sommer-Paralympics 1996 in Atlanta, bei denen sie an ihre Erfolge von 1992 und 1994 nicht anknüpfen konnte, beendete sie ihre Schwimmkarriere, um sich ihrem Studium zu widmen.
2006 begann Cunningham mit dem Triathlonsport und startete zunächst in Altersklassenwettbewerben nichtbehinderter Sportler. Ab 2009 nahm sie an Paratriathlon-Wettbewerben in den Klassen TRI-4 und PT4 teil, bis 2016 gelangte sie bei 24 Starts 21 mal auf das Podium. 2009 gewann sie in ihrer Klasse bei den Europameisterschaften der European Triathlon Union im niederländischen Holten und bei der Weltmeisterschaft der International Triathlon Union im australischen Gold Coast Goldmedaillen. Weitere Goldmedaillen folgten 2014 auf den Paratriathlon-Veranstaltungen in Besançon und Chicago und 2015 in Buffalo City und Detroit. Bei den Sommer-Paralympics 2016 kam sie auf einen siebten Platz.
Ende 2012 wurden Cunningham und der Südafrikaner Oswald Kydd in das Athletenkomitee der International Triathlon Union gewählt. Sie waren die ersten Paratriathleten, die in das Athletenkomitee gewählt wurden. Nach dem Rückzug vom Leistungssport im Jahr 2016 war sie Vorstandsmitglied des britischen Triathlonverbands und unterstützte die britischen Regierungsagentur UK Sport bei den Vorbereitungen auf die Olympischen Sommerspiele 2020 und die Sommer-Paralympics 2020.